# Västergötlands museum
Västergötlands museum är ett stiftelseägt regionmuseum. Det ligger i Skara och drivs av Stiftelsen Västergötlands museum, som har Västra Götalandsregionen, Skara kommun och Västergötlands Fornminnesförening som stiftare. Museibyggnaden ritades av Charles Lindholm och uppfördes 1919, men det första museet under nuvarande namn öppnades 1865. Åren 1978–1999 var namnet Skaraborgs länsmuseum i dåvarande Skaraborgs län.

## Utställningar
Museet visar bland annat flera av  Fröslundasköldarna, de mer än tolv votivsköldarna från bronsåldern som hittades på Kållandsö 1985. 
Förutom tillfälliga utställningar har museet tre basutställningar.
- Kata & Kättil - fynden i Varnhem
- Skara i medeltid
- Mellan is och eld - tolkningar av Västergötlands forntid
- Agnes de Frumerie - konstnär och glaspionjär

### Bjurumsorgeln
På museet finns en orgel tillverkad av Nicolaus Manderscheidt i Nürnberg omkring 1643—1651. Den är 1651 upptagen som husorgel på Visingsborgs slott och tillhörig Per Brahe den yngre. Den donerades omkring 1660 till Brahekyrkan på Visingsö, men forslades på Erik Dahlberghs order 1691 till Jönköpings slott. Orgeln återfördes 1772 till Visingsö, där den sålts till en skollärare. År 1829 omnämns den emellertid i räkenskaperna för Bjurums kyrka och reparerades där på 1860-talet av A. G. Wernquist. Efter att ha varit undanställd på Stora Bjurums herrgård köptes orgeln av Västergötlands fornminnesförening 1918 och magasinerades i Skara. Den restaurerades av Mads Kjersgaard 1972—1976 för museets räkning.

#### Diskografi
- Bjurumsorgeln i Västergötlands museum, Skara / Kjersgaard, Mads, orgel. LP. ARR LPS-7. 1977.
- I grefvens tid : orgelmusik från stormaktstidens Sverige m.m. spelad på Per Brahes orgel (Bjurumsorgeln), Skaraborgs länsmuseum / Blomberg, Göran, orgel. CD. Arkens rundradio ARK CD 08. 1996.

### Fornbyn
I friluftsmuseet Fornbyn finns ett trettiotal byggnader, ditflyttade från hela Västergötland, för att ge en bild av det gamla bondesamhället. Kring gårdarna finns olika odlingar och arrangemang anordnas under sommarsäsongen.
- Portlider vid entrén till Fornbyn
- Smedja och brygghus från Hangelösa socken
- Bod från Händene kyrkby
- Dansbana efter förebild från Fagersanna folkpark
- Härjevads gamla kyrka
- Jordkällare från Råbäck i Medelplana socken.
- Klockstapel från Kärråkra
- Kölna från Nittorps socken som använts för att torka lin
- Kyrkhärbärge som stått vid Bjärklunda kyrka
- Ladugård från Karleby by i Leksbergs socken
- Ladugård från Storegårdens by i Rackeby socken
- Lanthandel från Ekeskog
- Loftbod från Ödegården i Nittorps socken
- Missionshus från Daretorps socken
- Ryttartorp under Enebacken i Holmestads socken
- Snickarbod från Gategården i Hangelösa socken
- Stiglucka. Kopia efter original vid Mjäldrunga kyrka
- Enkelstuga utvidgad till parstuga från Händene
- Knuttimrad enkelstuga från Dikatorp under Höjentorps kungsgård i Eggby socken
- Ryggåsstuga från Hornborga socken
- Ryggåsstuga från Kungslena
- Knuttimrad stuga från Rackeby socken
- Transformator som stått i Norra Härene socken
- Väderkvarn. En holkkvarn från Söne socken
- Vädersåg. En enbladig ramsåg från Ekeskogs socken
- Knuttimrad visthusbod Storegårdens by i Rackeby socken

## Chefer
- 1868-1908 Karl Torin
- 1908-1916 Fridolf Ödberg
- 1916-1920 Fredrik Nordin
- 1920-1927 Sanfrid Welin
- 1937-1967 Gunnar Ullenius
- 1967-1977 Sven Axel Hallbäck
- 1977-1988 Ulf Erik Hagberg
- -1992 Hans Manneby
- -2003 Jan-Erik Augustsson
- 2005-2010 Anna Maria Claesson
- 2012 Margareta Alin Hegelund (tillförordnad chef)
- 2012- Marie-Louise Fasth (tillförordnad chef)
- 2015-2017 Hanna Eklöf
- 2017- Luitgard Löw

## Bilder

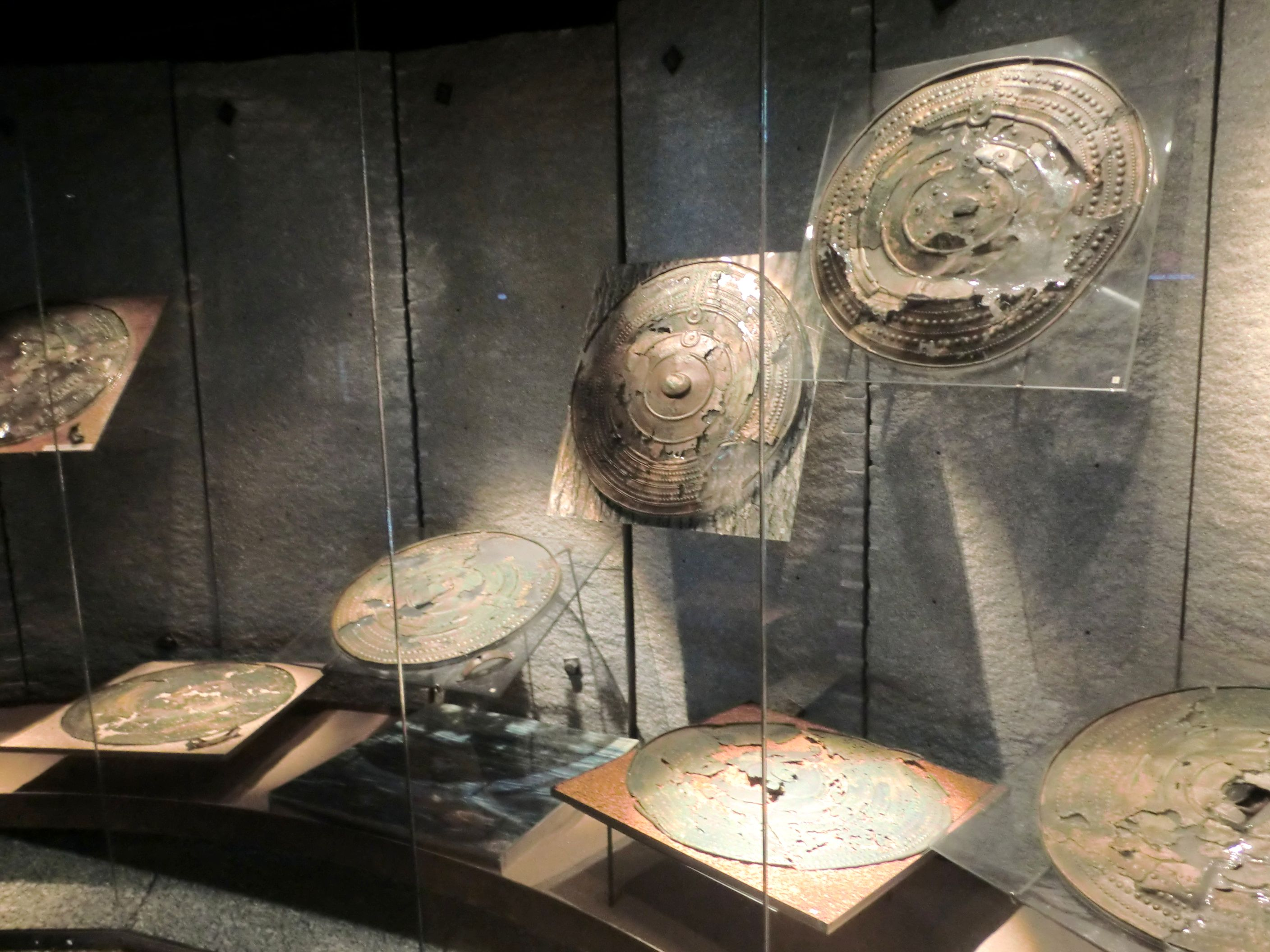
Några av Fröslundasköldarna, från utställningen Mellan is och eld
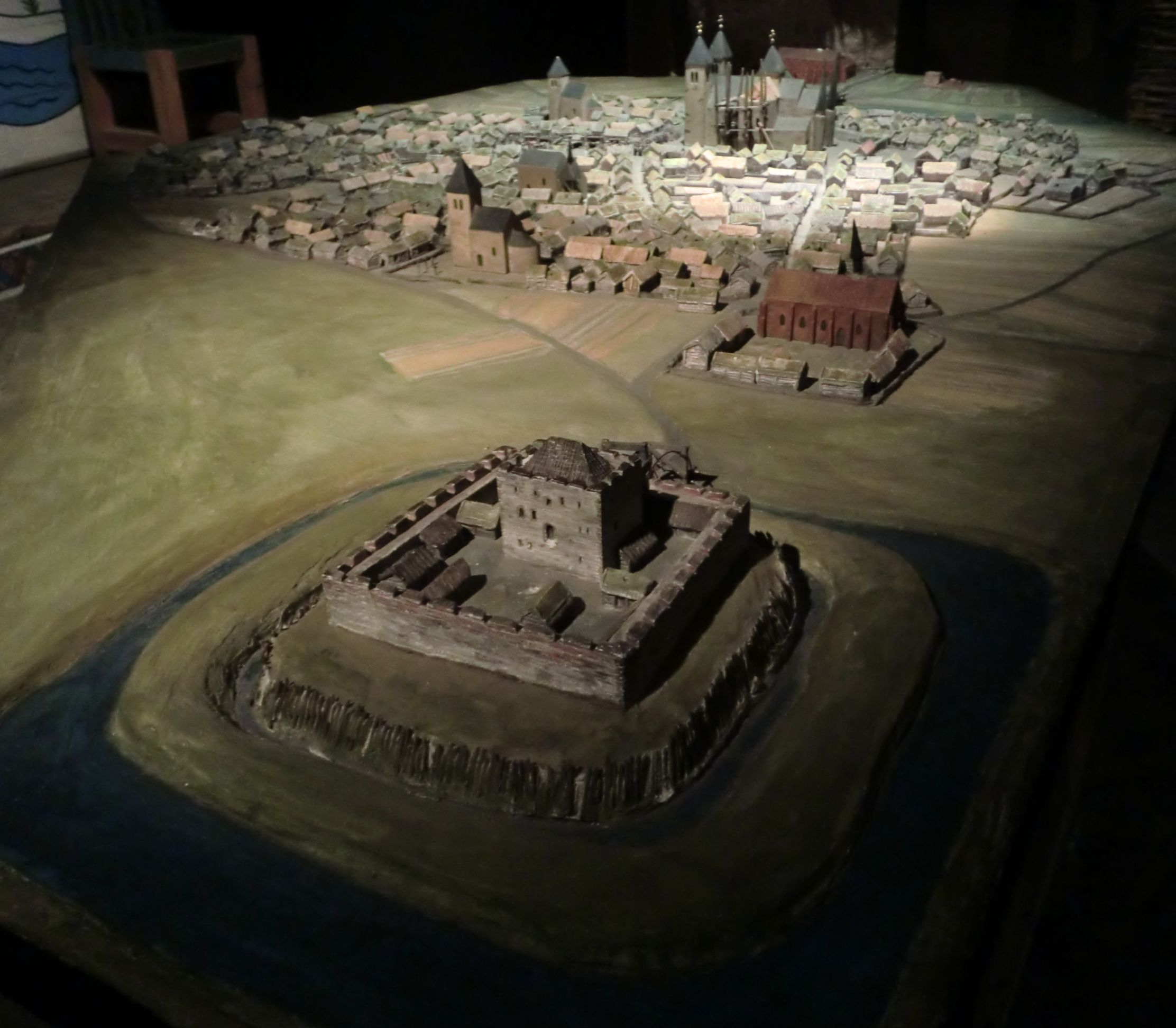
Modell av Skara på 1200-talet, från utställningen Skara i medeltid.